# Ахаткин, Кронид Зосимович
Крони́д Зо́симович Аха́ткин (1885 — после 1956) — русский офицер, Генерального штаба полковник (1919), герой Первой мировой войны, участник Белого движения.

## Биография
Уроженец Архангельской губернии, сын помощника классных наставников Архангельской гимназии, коллежского асессора Зо́симы Ильича Ахаткина. Православного вероисповедания. Общее образование получил в той же гимназии, окончив шесть классов.
Имел троих старших братьев-офицеров: Константина (1871—???), Виктора (1873—1920) и Максимилиана (1884—???).

### Военная служба
23 сентября 1903 года вступил в военную службу вольноопределяющимся 2-го разряда и был командирован на учёбу в Одесское пехотное юнкерское училище, по окончании которого (по 1-му разряду) в марте 1906 года был произведен, по экзамену, из портупей-юнкеров в подпоручики и выпущен в Архангелогородский резервный батальон, расквартированный в Архангельске.
В сентябре 1909 года, за выслугу лет, произведен в поручики.
В августе 1910 года переведен в 198-й пехотный Александро-Невский полк, расквартированный в Вологде. Числился младшим офицером в 16-й роте, вакансии не занимал.
Осенью 1910 года, выдержав вступительный экзамен, был зачислен в младший класс Императорской Николаевской военной академии (Санкт-Петербург), в следующем году переведен в старший класс академии, в 1912 году переведен на дополнительный курс академии.
В мае 1913 года, закончив учёбу в академии по 1-му разряду, был причислен к Генеральному штабу и прикомандирован к штабу Кавказского военного округа для исполнения поручений. В октябре 1913 года, за выслугу лет, произведен в штабс-капитаны.
В начале 1914 года был прикомандирован на полтора года к 201-му пехотному Потийскому полку (город Кутаис) для цензового командования ротой. В том же году женился на уроженке Екатеринославской губернии Евгении Баташевой, дочери генерала Баташева, вскоре у них родилась дочь Елена.

#### Первая мировая война
18 июля 1914 года, по объявлении всеобщей мобилизации, Кронид Ахаткин был назначен врио обер-офицера для поручений при штабе 1-го Кавказского армейского корпуса, оставаясь в списках 198-го пехотного Александро-Невского полка (2 февраля 1915 года был переведен в Генеральный штаб, с назначением на эту же должность). С января 1915 года 1-й Кавказский армейский корпус действовал в составе Кавказской армии, затем Кавказского фронта.
С сентября 1915 года Кронид Ахаткин — Генерального штаба капитан.
В октябре 1916 года назначен исправляющим должность штаб-офицера для поручений при штабе 2-го Туркестанского армейского корпуса, действовавшего в составе Кавказской армии.
В апреле 1917 года произведен в Генерального штаба подполковники, с утверждением в занимаемой должности; в июле того же года назначен штаб-офицером для поручений при штабе 3-го Кавказского армейского корпуса, действовавшего на Юго-Западном фронте (на западе Украины).
В сентябре 1917 года подполковник Ахаткин был назначен исправляющим должность начальника штаба 31-й пехотной дивизии 10-го армейского корпуса, входившего в то время в состав 9-й армии Румынского фронта. Отличился при подготовке удачного боя 23 сентября 1917 года.
В ноябре 1917 года (после Октябрьской революции в Петрограде) 31-я пехотная дивизия находилась на Буковине, на позициях в районе города  Сучава, где была украинизирована. Оттуда пешим порядком, частично демобилизовавшись, прибыла к марту 1918 года в Киев, в апреле 1918 года оставшийся кадр дивизии был зачислен в состав создаваемой армии Украинской народной республики (УНР), переформирован и переименован в 7-ю пешую (пехотную) дивизию. К июлю 1918 года дивизия была переведена в Харьков (на место довоенной дислокации) и включена в состав 7-го Харьковского армейского корпуса украинской армии, с переименованием в 14-ю пешую дивизию.

#### Гражданская война
В апреле 1918 года подполковник Ахаткин поступил на службу в украинскую армию (был переаттестован в чин войскового старшины). После отречения в декабре 1918 года гетмана Скоропадского от власти, перешёл на службу в Добровольческую армию.
С 24 января 1919 года состоял начальником штаба 1-й Терской пластунской отдельной бригады. К 15 августа 1919 года был назначен начальником штаба 5-й пехотной дивизии ВСЮР, затем — начальником штаба Сводной гвардейской пехотной дивизии. Был произведен в Генерального штаба полковники.
В начале 1920 года участвовал в Бредовском походе, после чего находился в польском лагере Стржалково интернированным.

### В эмиграции
С 1922 года жил в Данциге, в 1924 году — секретарь Союза офицеров бывших Российских армии и флота. Сотрудничал в журналах «Военный сборник» и «Часовой».
Умер после 1956 года в бразильском Сан-Паулу.

## Награды
- Медаль «В память 300-летия царствования дома Романовых» (1913)
- Орден Святого Станислава 3-й степени (ВП от 08.05.1913), — «за отличные успехи в науках»
- Орден Святого Владимира 4-й степени с мечами и бантом (ВП от 13.05.1915)
- Орден Святой Анны 3-й степени с мечами и бантом (21.04.1915; утв. ВП от 14.12.1915, страница 6)
- Орден Святой Анны 4-й степени с надписью «За храбрость» (21.04.1915; утв. ВП от 14.12.1915, страница 8)
- Георгиевское оружие (ВП от 28.06.1916), — …за то, что 31-го декабря 1915 года, будучи командирован в колонну подполковника Стерляева для атаки горы Тык-Даг, находясь всё время в сфере ружейного и пулемётного огня и подвергая жизнь свою явной опасности, организовал наступление войск Саигманского участка на позиции западнее Алаиза, чем и облегчил положение колонны подполковника Стерляева, способствуя успеху дальнейших её действий. При отступлении турок в начале января 1916 года, будучи командирован с передовыми частями на Кюлли, с целью занятия этого пункта, лично руководя разведывательными частями, неоднократно подвергая свою жизнь опасности со стороны разъездов турок и партий курдов, своими разведками способствовал выполнению задачи; 20-го января, когда разведывательный отряд, выдвинутый на Шам-и, принял ошибочное направление на Так-Ус, он, догнав отряд у Так-Уса и видя, что он уже ввязался в бой с неприятелем, подвергая жизнь свою явной опасности, верхом выскакал впереди пехотных цепей, быстро ориентировался, направил часть конницы на Ташкисен, поставив турок в тяжёлое положение, что и способствовало дальнейшим успехам отряда.[20]